# Revue d'histoire littéraire de la France
La Revue d'histoire littéraire de la France (RHLF) est un trimestriel français édité par les Éditions Classiques Garnier consacré à la littérature française.

## Historique
Fondée en 1894, la revue est principalement destinée aux universitaires, professeurs, étudiants et spécialistes de la littérature.
Elle concentre une série d’articles ayant pour sujet la littérature du XVe siècle à nos jours. La revue propose annuellement, avec la collaboration de la Bibliothèque nationale de France, une bibliographie de la recherche en littérature française. Les articles publiés privilégient toujours les apports nouveaux sur le plan des connaissances objectives : biographies des écrivains, histoire de l'édition des œuvres, de leur réception, de leur interprétation, études de sources, histoire des genres, des formes, des thèmes et des motifs. Une partie importante de chaque numéro est constituée par des comptes rendus d'édition et d'ouvrages critiques récents, qui offrent un panorama très large de la recherche actuelle.